# Crossandra douillotii
Crossandra douillotii är en akantusväxtart som beskrevs av Raymond Benoist. Crossandra douillotii ingår i släktet Crossandra och familjen akantusväxter. Inga underarter finns listade i Catalogue of Life.